# 道格·蘭博恩
道格·蘭博恩（英語：Doug Lamborn；1954年5月24日—）是美国的一位政治人物。他的黨籍是共和黨。自2007年開始，他是科羅拉多州第5選舉區選出的聯邦眾議員。蘭博恩在當選國會議員之前曾經是科罗拉多州议会的州參、眾議員。